# Shijimiaeoides honei
Shijimiaeoides honei är en fjärilsart som beskrevs av Forster 1940. Shijimiaeoides honei ingår i släktet Shijimiaeoides och familjen juvelvingar. Inga underarter finns listade i Catalogue of Life.